# Herment
Herment település Franciaországban, Puy-de-Dôme megyében. Lakosainak száma 264 fő (2022. január 1.). Herment Saint-Germain-près-Herment, Sauvagnat és Verneugheol községekkel határos.

## Népesség
A település népességének változása:
| Lakosok száma | 302  | 282  | 270  | 245  | 240  | 236  | 230  | 250  | 264  |
|               | 2013 | 2015 | 2016 | 2017 | 2018 | 2019 | 2020 | 2021 | 2022 |